# Roland Wambeck
Roland Wambeck (* 26. Juni 1926 in Eisenberg (Thüringen); † 19. Oktober 2018) war ein deutscher Dirigent, Chorleiter und ehemaliger Generalmusikdirektor der Philharmonie Magdeburg.

## Leben
Wambeck leitete von 1968 bis 1992 die Magdeburgische Philharmonie. Er war in dieser Zeit auch Chefdirigent des städtischen Orchester Magdeburgs und künstlerischer Leiter des Musiktheaters der Städtischen Bühnen der Stadt. Ein künstlerischer Schwerpunkt lag auf der Pflege der Konzertliteratur des 18. bis 20. Jahrhundert. Von 1986 bis 1991 und damit auch in der Zeit der politischen Wende leitete er den Telemann-Arbeitskreis.
Er starb am 19. Oktober 2018. Seine Beisetzung erfolgte am 29. Oktober 2018 auf dem Westfriedhof Magdeburg.

## Auszeichnungen
Im Jahr 1996 erhielt er anlässlich seines 70. Geburtstages den Telemann-Pokal. Am 10. Juli 1998 wurde er als Ehrenmitglied des Theaters Magdeburg ausgezeichnet. Im Jahr 2001 trug er sich in das Goldene Buch der Stadt Magdeburg ein.